# Horní Podluží
Horní Podluží (deutsch Obergrund) ist eine Gemeinde im Böhmischen Niederland  im tschechischen Bezirk Děčín, Ústecký kraj. 

## Geographie

### Geographische Lage
Horní Podluží ist ein langgestrecktes Dorf im Tale des Baches Lužnička (Lausur) am nördlichen Fuße des Lausitzer Gebirges, etwa vier bis sechs Kilometer südwestlich von Varnsdorf. Im Osten hängt es mit Dolní Podluží (Niedergrund) zusammen, mit dem es eine etwa sechs Kilometer lange zusammenhängende Talsiedlung bildet. Horní Podluží hat 700 Einwohner und bedeckt eine Fläche von 732 ha.

### Gemeindegliederung
Die Gemeinde Horní Podluží besteht aus den Ortsteilen Horní Podluží (Obergrund), Ladečka (Lichtenstein), Světlík (Lichtenberg) und Žofín (Sophienhain). Grundsiedlungseinheit ist Horní Podluží.

### Nachbarorte
|                       | Varnsdorf (Warnsdorf)                       |                             |
| Rybniště (Teichstatt) | Kompassrose, die auf Nachbargemeinden zeigt | Dolní Podluží (Niedergrund) |
|                       | Jiřetín pod Jedlovou (Sankt Georgenthal)    |                             |

## Geschichte
Die Entstehung der Gemeinde lässt sich bis zum Jahre 1411 als Ergebnis der allmählichen Ansiedlung entlang des Baches Lužnička zurückverfolgen. In dieser Zeit wurde auf der Stelle der heutigen Kirche eine kleine hölzerne Pfarrkirche erbaut, deren Seelsorgebezirk sich einige Gemeinden der Umgebung anschlossen. Die Ortschaften Světlík, Ladečka und Žofín wurden im Jahre 1885 zu Horní Podluží zusammengeschlossen und waren Teil des Gerichtsbezirks Warnsdorf. Ihr Einkommen erzielten die Einwohner vor allem mit Landwirtschaft und durch die Leinen- und später auch Baumwollverarbeitung. Zum großen Aufschwung der Textilproduktion kam es in der zweiten Hälfte des 19. Jahrhunderts.

## Kultur und Sehenswürdigkeiten
- Flurkreuz, 1757 errichtet
- Windmühle in Světlík, 1843 errichtet